# High Frame Rate
High Frame Rate eller HFR er et digitalt billedformat, der er optaget med og viser dobbelt så mange eller flere end de sædvanlige 24 billeder per sekund. Det resulterer i, at seerne oplever mindre flimmer, skarpere billeder og færre hakkende bevægelser. Forbedringerne opleves især ved 3D-film. I 3D-action-sekvenser optaget med 24 billeder per sekund oplever man pauser mellem de hurtige 3D-billeder og kan derved opleve problemer med at fokusere på billederne. Det er denne "pause" mellem billederne, der gør, at nogle tilskuere føler sig syge eller dårligt tilpas ved at se film i 3D.
Formatet blev introduceret med udgivelsen af Peter Jacksons filmtrilogi Hobbitten, der lægger ud med Hobbitten - en uventet rejse. Den havde premiere i december 2012 og er optaget med en billedhastighed på 48 billeder per sekund. Andre filmskabere, som har tænkt sig at anvende high frame rate, er James Cameron i sine Avatar-efterfølgere, og Andy Serkis i sin filmatiseing af George Orwells Animal Farm.
| Citat                                                 | Hvis man siger, at det at se en film i 3D er som at se gennem et vindue, så har vi (med HFR) fjernet glasset fra vinduet og kigger nu på virkeligheden. | Citat |
| Avatar instruktøren, James Cameron omkring film i HFR | |       |